# Waffenstillstand von Edirne

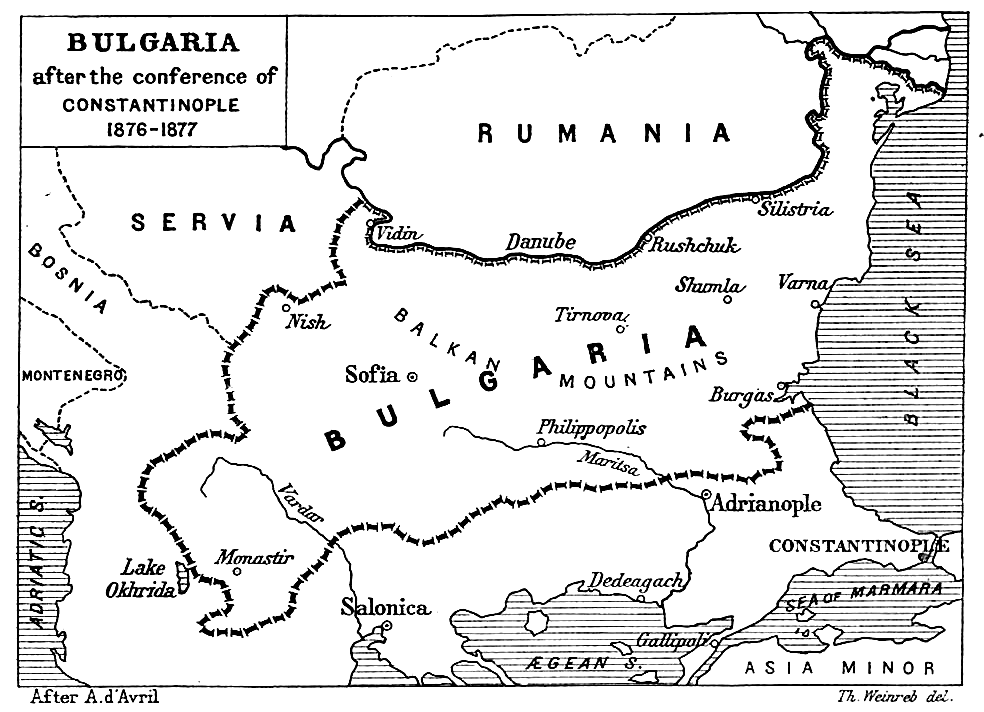
Auf der Konferenz von Konstantinopel projektierte Grenzen Bulgariens

Der Waffenstillstand von Edirne, auch Waffenstillstand von Adrianopel genannt, war ein Waffenstillstandsabkommen zwischen dem damaligen Kaiserreich Russland und dem Osmanischen Reich, das am 19. Januarjul. / 31. Januar 1878greg. in der Stadt Edirne (Adrianopel) unterzeichnet wurde. Durch dieses Abkommen wurden die Kampfhandlungen des Russisch-Türkischen Krieges 1877–1878 für beendet erklärt und das Osmanische Reich bat um den Abschluss eines Friedensvertrages. Am 3. März 1878 wurde in dem Städtchen San Stefano der Friedensvertrag von San Stefano unterzeichnet. Das damalige San Stefano, 200 km östlich von Edirne gelegen, war praktisch ein Vorort von Istanbul. Es heißt heute Yeşilköy und ist ein Viertel des Istanbuler Stadtteils Bakırköy, in dem auch der Flughafen Istanbul-Atatürk liegt.
Das Waffenstillstandsabkommen nahm klaren Bezug auf die Konferenz von Konstantinopel und die dort entworfenen Grenzen eines unabhängigen Bulgariens. Im Waffenstillstandsabkommen und dem späteren Vertrag wurden Bulgarien alle Territorien zugesprochen, in denen mehrheitlich Bulgaren lebten. Darüber hinaus musste das Osmanische Reich die staatliche Unabhängigkeit Rumäniens, Serbiens, Montenegros und Bulgariens anerkennen. Ferner trat es die Provinz Kars an das Russische Reich ab. Dieses Abkommen bildete die Grundlage für den Friedensvertrag von San Stefano.